# Sagartiogeton tubicolus
Sagartiogeton tubicolus är en havsanemonart som först beskrevs av Johan Koren och Daniel Cornelius Danielssen 1877.  Sagartiogeton tubicolus ingår i släktet Sagartiogeton och familjen Sagartiidae. Arten har ej påträffats i Sverige. Inga underarter finns listade i Catalogue of Life.